# Santa María de Guía de Gran Canaria
Santa María de Guía de Gran Canaria è un comune spagnolo di 13.811 abitanti situato nella comunità autonoma delle Canarie.

## Società

### Evoluzione demografica
| Anno | Popolazione | Densità       |
| ---- | ----------- | ------------- |
| 1991 | 12.383      | 294,8 ab./km² |
| 1996 | 13.117      | 312,3 ab./km² |
| 2001 | 13.893      | 323,1 ab./km² |
| 2002 | 14.171      | 337,4 ab./km² |
| 2003 | 14.355      | 334,7 ab./km² |
| 2004 | 14.107      | 332,9 ab./km² |
| 2005 | 14.086      | 330,7 ab./km² |
| 2006 | 14.048      | 329,8 ab./km² |
| 2007 | 14.081      | 330,6 ab./km² |

- Il municipio di Santa María de Guía de Gran Canaria registra la maggior densità di popolazione di tutta la comarca nord di Gran Canaria, una delle maggiori dell'isola. Il maggior nucleo abitato si trova in località Atalaya (La Atalaya de Santa María de Guía), che abbraccia la gran parte della zona costiera municipale e sorge alle falde Pico de la Atalaya, noto anche come montaña de Ajódar.

### Tradizioni e folclore
Le Fiestas de la Virgen sono il massimo evento che si svolge nel comune; si celebrano in agosto, il loro atto principale è la Batalla de Flores. Sono poi molto note anche la Fiesta de Las Marías (terza Domenica di settembre) - con la tradizionale Bajada de la Rama - e la Romería-Ofrenda, che accompagna la processione, per rendere grazia per l'intercessione della Madonna sulla spiaggia di Langosta.

## Geografía
È situato nella parte settentrionale dell'isola di Gran Canaria ed ha un territorio di forma triangolare, che pone il suo culmine superiore a sud, vicino a La Caldera de los Pinos di Gáldar. Verso est confina con Moya, lungo il Barranco de Moya fino alla sua imboccatura. Ad ovest, il limite comunale segue il corso di alcuni canali, circonda il Pico de La Atalaya, e continua fino alla costa, dividendo in due il medesimo Pico.
Il confine litoraneo è definito tra la Caleta de Arriba e la bocca del Barranco de Moya. Le coste sono rocciose a causa di fenomeni di erosione; predominano le scogliere, anche se con alcune eccezioni, come la spiaggia di San Felipe, che in estate è coperta di sabbia.